# Žlica
Žlica je pribor za jelo. Sastoji se od ručice i eliptične plitke posudice. Koristi se i u pripremi hrane. Služi za konzumiranje tekuće i polutekuće hrane.
Žlice se izrađuju od metala, drveta i plastike.